# Loi de Hubble-Lemaître
Pour les articles homonymes, voir Hubble.

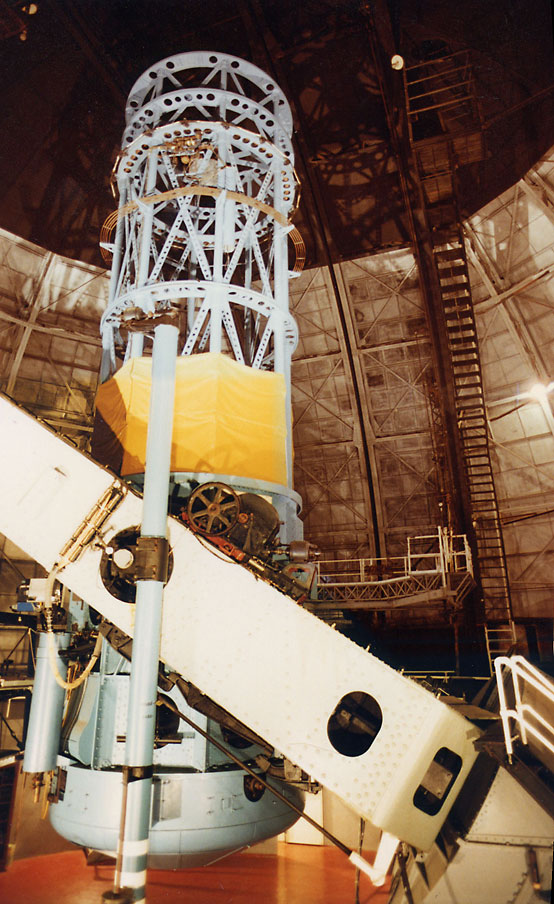
Le télescope Hooker de l'observatoire du Mont Wilson, en Californie. Edwin Hubble a utilisé cet instrument pour découvrir la loi qui porte son nom.

En astronomie, la loi de Hubble-Lemaître (anciennement loi de Hubble) énonce que les galaxies s'éloignent les unes des autres à une vitesse approximativement proportionnelle à leur distance. Autrement dit, plus une galaxie est loin de nous, plus elle semble s'éloigner rapidement. Cette loi ne concerne que la partie de l'Univers accessible aux observations. L'extrapolation de la loi de Hubble-Lemaître sur des distances plus grandes est possible, mais uniquement si l'Univers demeure homogène et isotrope sur de plus grandes distances.

## Expansion de l'Univers et mouvements propres
Il s'agit là d'un mouvement d'ensemble des galaxies de l'Univers dont le principe fut prédit par Georges Lemaître en 1927. À celui-ci se superposent les mouvements propres acquis par les galaxies du fait de leurs interactions gravitationnelles avec leurs voisines. Par exemple, la Voie lactée forme un système gravitationnellement lié avec la galaxie d'Andromède qui ont toutes deux une orbite elliptique très allongée qui fait qu'actuellement, la galaxie d'Andromède s'approche de nous. De même, la Voie lactée et la galaxie d'Andromède se rapprochent peu à peu du superamas de la Vierge. Néanmoins, au-delà d'une certaine distance, le mouvement général d'expansion l'emporte sur les mouvements propres, et toutes les galaxies lointaines s'éloignent de nous.

## Genèse de la loi de Hubble-Lemaître
La loi de Hubble-Lemaître tire son nom de l'astronome américain Edwin Hubble qui la publia en 1929. Elle fut la première preuve de l'expansion de l'Univers, un phénomène générique prédit par la relativité générale, et du Big Bang, le modèle cosmologique qui en résulte le plus naturellement. Hubble découvrit cette loi en observant un décalage vers le rouge presque systématique dans les galaxies dont il avait découvert auparavant la nature exacte à l'aide de l'observation d'un certain type d'étoiles variables, les céphéides. Ces étoiles sont sujettes à des variations de luminosité dont la période est reliée à la luminosité absolue suivant une loi établie par l'astronome Henrietta Leavitt au début du XXe siècle. L'observation de la période de variation des céphéides dans une autre galaxie permettait ainsi de déduire leur distance relative. La vitesse de fuite de ces mêmes galaxies était, elle, mesurée par l'observation d'un décalage vers le rouge de leur spectre, effet interprété comme étant dû à leur mouvement de fuite (voir effet Doppler-Fizeau).
C'est en comparant ce décalage à la distance de ces galaxies, qu'il trouva une relation linéaire entre les deux, annoncée en 1929. Pour cette raison, la paternité de la loi de Hubble-Lemaître est généralement attribuée à Edwin Hubble. Cependant, deux ans plus tôt, Georges Lemaître avait prédit l'existence de cette loi en étudiant un type de modèle issu de la relativité générale. Dans son article écrit en français et publié dans les Annales de la société scientifique de Bruxelles, il indique clairement que cette loi qu'il a prédite est vérifiée par les observations dont il dispose (pour la plupart œuvres de Hubble et Gustaf Strömberg). Étant publié en français, et publié en anglais seulement en 1931 par Arthur Eddington, soit après la publication des résultats de Hubble, ce résultat de Lemaître est resté inaperçu, d'autant que la traduction anglaise de son article publiée par Eddington est étrangement amputée de la phrase clé qui énonce la relation. Il a cependant été prouvé depuis, par Mario Livio, que Lemaître avait traduit lui-même sa publication en anglais, et s'était donc auto-censuré pour éviter une polémique liée à cette découverte, en laissant donc l'honneur de la découverte à Hubble.
En octobre 2018, les membres de l'Union astronomique internationale approuvent la résolution recommandant d'appeler loi de Hubble-Lemaître la loi décrivant l'expansion de l'univers, en rappel du rôle joué par Georges Lemaître dans la découverte de cette loi.

## Formule de la loi de Hubble-Lemaître
La vitesse de récession apparente v d'une galaxie étant déduite de la formule Doppler et sa distance d mesurée par les céphéides, la loi de Hubble-Lemaître s'écrit simplement
{\displaystyle v=H_{0}d\;},
où {\displaystyle H_{0}} est la constante de Hubble, la lettre H étant bien sûr utilisée en l'honneur de Hubble. L'indice 0 est utilisé pour indiquer la valeur de la constante à l'instant présent. Celle-ci en effet n'est pas constante et diminue très rapidement dans le temps. Cependant, depuis quelques milliards d'années, le facteur d'échelle d augmente plus vite que H diminue, donc il y a accélération de l'expansion.
On peut le cas échéant remplacer la vitesse v par sa valeur déduite du décalage vers le rouge z et la vitesse de la lumière c pour obtenir 
{\displaystyle cz=H_{0}d\;}.
Ces deux lois ne sont valables que pour de faibles valeurs de la vitesse, donc pour des distances relativement faibles. On sait de nos jours que l'interprétation du décalage vers le rouge en termes d'effet Doppler n'est pas correcte physiquement puisque l'augmentation de distance au cours du temps entre deux galaxies n'est pas due à la vitesse des galaxies dans un espace fixe mais plutôt à un étirement de l'espace lui-même, les galaxies restant fixes dans cet espace. Il faut donc faire une analyse différente. On trouvera plus loin  des détails sur l'interprétation physique de la loi de Hubble-Lemaître et les modifications à la loi de Hubble-Lemaître qui en résultent.

## Interprétation physique de la loi de Hubble-Lemaître
Si l'on se restreint à l'application de la loi de Hubble-Lemaître dans l'univers local (quelques centaines de millions d'années-lumière), alors il est tout à fait possible d'interpréter la loi de Hubble-Lemaître comme un mouvement des galaxies dans l'espace. Néanmoins, la loi énonçant une vitesse de récession apparente proportionnelle à la distance, son extrapolation conduit à conclure que des galaxies suffisamment lointaines s'éloignent de nous à une vitesse plus grande que la vitesse de la lumière, en contradiction apparente avec la relativité restreinte. De fait, ce n'est pas dans le cadre de la relativité restreinte que l'on doit appliquer la loi de Hubble-Lemaître, mais celui de la relativité générale. Celle-ci stipule entre autres que le concept de vitesse relative entre deux objets (deux galaxies distantes, par exemple), est un concept purement local : on ne peut mesurer la différence de vitesse entre deux objets que si leurs trajectoires sont « suffisamment proches » l'une de l'autre. Il convient bien sûr de préciser ce dernier terme, qui en l'occurrence dit essentiellement que la notion de vitesse relative n'a de sens que dans une région de l'espace-temps qui peut être correctement décrite par une métrique de Minkowski. Il est en effet possible de montrer (voir Expansion de l'Univers) que l'échelle de longueur au-delà de laquelle on ne peut plus décrire localement un espace en expansion par une métrique de Minkowski est précisément le rayon de Hubble, soit la distance au-delà de laquelle les vitesses de récession apparentes sont précisément relativistes.
L'interprétation en termes de mouvement dans l'espace décrit par la relativité restreinte devient donc précisément invalide au moment où surgit le paradoxe d'une vitesse de récession supérieure à la vitesse de la lumière. Ce paradoxe est résolu dans le cadre de la relativité générale qui permet d'interpréter la loi de Hubble-Lemaître non pas comme un mouvement dans l'espace, mais une expansion de l'espace lui-même. Dans ce cadre-là, le postulat d'impossibilité de dépassement de la vitesse de la lumière fréquemment (et improprement) employé en relativité restreinte se reformule de façon plus exacte en énonçant qu'aucun signal ne peut se déplacer à une vitesse supérieure à celle de la lumière, les vitesses étant localement mesurées par des observateurs dans des régions où l'espace peut être décrit par la relativité restreinte (soit à petite échelle).

## Valeur de la constante de Hubble
La valeur de la constante de Hubble est aujourd'hui (2013) mesurée à 70 km s−1 Mpc−1 (70 kilomètres par seconde et par mégaparsec), avec une incertitude d'environ 10 %  (soit 7 km s−1 Mpc−1),. Ce résultat est obtenu de façon cohérente par de nombreuses méthodes : 
- la méthode historique de Hubble à l'aide de céphéides ;
- des méthodes similaires basées sur l'utilisation de supernovas de type Ia et de type II ;
- l'étude du plan fondamental des galaxies ;
- l'étude des décalages des fluctuations de luminosité des images multiples des quasars dont plusieurs images sont produites par des effets de lentille gravitationnelle.

La valeur actuelle est considérablement plus basse que la valeur initiale trouvée par Hubble (de l'ordre de 500 km s−1 Mpc−1). L'erreur commise par Hubble était due à une mauvaise estimation de la magnitude absolue des céphéides, aujourd'hui considérablement mieux connue (voir mesure des distances en astronomie).

## Modifications à la loi de Hubble-Lemaître
- Voir Article détaillé Saul Perlmutter (Nobel de physique 2011)

Tant que l'on considère des galaxies dont la vitesse de récession est faible, leur distance à un observateur varie peu entre le moment où elles émettent leur lumière et le moment où celle-ci est reçue par l'observateur. De même, tant que le temps de propagation du signal lumineux est petit devant le temps caractéristique de l'expansion, le temps de Hubble, la vitesse de récession et le taux d'expansion varient peu sur cet intervalle. Ainsi, il n'y a pas d'ambiguïté dans la définition des quantités v, {\displaystyle H_{0}}, et d. À grande distance, il convient de préciser ce que l'on entend par distance, et vitesse de récession. De plus, rien ne garantit a priori que la relation linéaire mentionnée plus haut reste valable. Il existe en fait des corrections à la loi de Hubble-Lemaître. Celles-ci jouent un rôle crucial en cosmologie car elles permettent en principe de reconstituer directement l'histoire récente de l'expansion.
Si l'on appelle d la distance qui nous sépare actuellement de la galaxie observée, on peut montrer que pour des décalages vers le rouge modérés, ces deux quantités sont reliées par la formule
{\displaystyle z={\frac {H_{0}d}{c}}+{\frac {1}{2}}(1+q_{0})\left({\frac {H_{0}d}{c}}\right)^{2}},
où la quantité {\displaystyle q_{0}} est le paramètre de décélération de l'expansion, proportionnelle à la dérivée seconde du facteur d'échelle. 
Cette relation est importante car elle permet de mesurer le paramètre de décélération et par suite déduire la pression moyenne des différentes formes de matière qui composent l'univers.
En pratique, la quantité d n'est pas mesurable directement. Ce que l'on mesure, c'est soit la distance obtenue en comparant la luminosité apparente d'un astre à sa luminosité intrinsèque supposée connue, {\displaystyle d_{L}} (on parle alors de distance de luminosité), soit la distance obtenue en mesurant son diamètre apparent, sa taille réelle étant dans ce cas supposée connue, {\displaystyle d_{A}}(on parle alors de distance angulaire). Dans ce cas, on exprime généralement les distances en fonction du redshift et non le contraire, et les formules s'écrivent :
{\displaystyle d_{L}={\frac {c}{H_{0}}}\left(z+{\frac {1}{2}}(1-q_{0})z^{2}\right)},
{\displaystyle d_{A}={\frac {c}{H_{0}}}\left(z-{\frac {1}{2}}(3+q_{0})z^{2}\right)}.
En pratique pour des objets lointains, on n'utilise pas les formules ci-dessus, qui ne sont valides que pour des petits décalages vers le rouge. Voir les articles distance angulaire et distance de luminosité pour plus de détails.

## Autres hypothèses proposées
Des réticences, amorcées par Albert Einstein du fait de sa préférence pour un univers statique, ont été formulées vis-à-vis de l'interprétation du décalage vers le rouge en termes de fuite des galaxies ou d'expansion de l'espace. Aucune des alternatives proposées n'est considérée comme viable au début du XXIe siècle, en raison du manque de justifications théoriques sous-jacentes (il s'agit essentiellement de phénomènes ad hoc invoqués uniquement pour réinterpréter ces résultats, comme la lumière fatiguée) et qui échouent à proposer un modèle cosmologique rendant compte de l'ensemble des observations désormais disponibles (voir Expansion de l'Univers). Par exemple, la théorie de la lumière fatiguée échoue à expliquer le fait que le fond diffus cosmologique a un spectre de type corps noir.